# Ципфельбах
Ципфельбах (нем. Zipfelbach) — река в Германии, протекает по земле Баден-Вюртемберг. Площадь бассейна реки составляет 40 км². Длина реки — 18,7 км.
Река начинается у деревни Breuningsweiler, с 1972 года являющейся частью города Винненден. Далее вдоль реки до города Швайкхайм проходит часть кольцевого веломаршрута Korber-Kopf-Route. Впадает в Неккар в районе Poppenweiler города Людвигсбург, где песчано-суглинистые выносы из долины Ципфельбаха в долину Неккара образуют аллювиальный веер.